# Miners’ Library

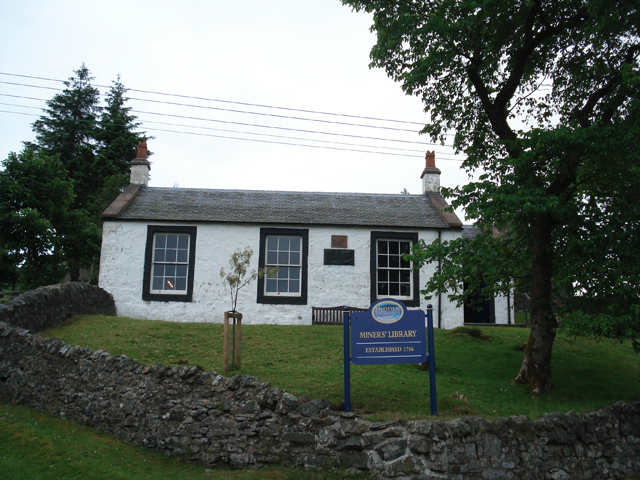
Miners’ Library

Die Miners’ Library ist eine ehemalige Bibliothek in der Ortschaft Wanlockhead in der schottischen Council Area Dumfries and Galloway. 1986 wurde das Bauwerk in die schottischen Denkmallisten in der höchsten Denkmalkategorie A aufgenommen.

## Geschichte
Die Miners’ Library wurde am 1. November 1756 als eine der ersten öffentlichen Bibliotheken in Schottland eröffnet. Sie stand zunächst den Bergleuten der umliegenden Minen offen. Sie finanzierte sich über Beiträge der Leser und Zuschüsse der Bergwerksgesellschaften. Auch der Duke of Buccleuch unterstützte die Einrichtung. Neben der Bildungsförderung sollte die Bücherei auch zur Beruhigung der rauen Bergleute beitragen. Die Entleihe war erst nach einer Einweisung und anschließender Ausstellung eines Zertifikats möglich. Wie auch im Gründungsjahr verzeichnete die Bibliothek 1784 insgesamt 32 männliche Mitglieder. Hervorzuheben ist, das sie in diesem Jahr auch ein weibliches Mitglied verzeichnete, sodass die Einrichtung für ihre Zeit als fortschrittlich betrachtet werden kann. Im Laufe der Jahre wechselte sie ihren Standort dreimal. Heute ist die Bücherei Teil des Museum for Lead Mining.

## Beschreibung
Das Gebäude liegt an der Einmündung der Manse Road in die Goldscaur Row im Zentrum der Ortschaft. Das einstöckige, längliche Gebäude entstand im Jahre 1850. Es ist im landestypischen Stil gestaltet. Die südexponierte Frontseite ist drei Achsen weit und mit zwölfteiligen Sprossenfenstern mit farblich abgesetzten Faschen gestaltet. An der Ostseite geht ein kleiner Anbau mit der Eingangstüre ab. Das Mauerwerk besteht aus Bruchstein und ist entlang der Fassaden gekalkt.